# 鎌田和彦
鎌田 和彦（かまた かずひこ、1965年11月8日 - ）は、日本の実業家、プロ経営者。株式会社オープンハウスグループ代表取締役副社長。
過去には、株式会社インテリジェンス（現・パーソルキャリア）の創業者メンバーとして20年間、経営に関与（1999年～2008年まで代表取締役社長）してきた。

## 経歴
神奈川県小田原市生まれ。小田原市立城内小学校（現・小田原市立三の丸小学校）、港区立港中学校（現・港区立三田中学校）、東京都立小山台高等学校を経て、1988年（平成元年）3月、慶應義塾大学文学部人間関係学科卒業。在学中は学生ベンチャー企業に参加した。慶應大学文学部を選んだ理由は社会学者になって大学教授の道を目指そうと思っていたから。
1988年（平成元年）4月、株式会社リクルートコスモス（現・株式会社コスモスイニシア）に入社。
1989年（平成元年）10月、宇野康秀、島田亨、前田徹也とともに株式会社インテリジェンス（現・パーソルキャリア株式会社）を設立。1991年（平成3年）10月、常務取締役に就任。1994年（平成6年）10月、取締役副社長に就任。
1999年（平成11年）4月、株式会社インテリジェンスにおいて人材紹介事業の立ち上げとともに、当時代表取締役社長だった宇野康秀が株式会社大阪有線放送（現・株式会社USEN）の代表取締役社長に就任したことに伴い、インテリジェンスの代表取締役社長に就任。
2000年（平成12年）4月26日、JASDAQに株式上場。これを皮切りに数々の事業を展開するとともに、2006年（平成18年）株式会社学生援護会の統合をはじめとしたM&Aを積極的に推進。2009年度の売上高は1,000億円、利益100億円までに企業規模を拡大させた。同年12月、株式会社サイト・フライト取締役に就任。
2003年（平成15年）10月、株式会社キャリアカウンセリング研究所代表取締役社長に就任。 
2004年（平成16年）6月、特定非営利活動法人キャリアカウンセリング協会理事に就任。同年10月、株式会社クリーデンス代表取締役社長に就任。
2005年（平成17年）10月、ミリオン株式会社（現・パーソルプロセス＆テクノロジー株式会社）代表取締役社長に就任。同年10月、株式会社アイ・ティーマーケティングソリューションズ代表取締役社長に就任。 
2006年（平成18年）5月、社団法人日本人材派遣協会理事長に就任。同年7月、株式会社インテリジェンス代表取締役兼社長執行役員に就任。同年11月、株式会社USEN取締役に就任。
2007年（平成19年）4月、英創人材服務（上海）有限公司董事長に就任。
2008年（平成20年）5月、社団法人日本人材派遣協会会長に就任。同年12月、株式会社インテリジェンスの代表取締役社長を退任し相談役に就任。
2009年（平成21年）4月、株式会社シーモン（現・アート・クラフト・サイエンス株式会社）代表取締役会長に就任。同年6月、株式会社ペイロール社外取締役就任。同年8月、株式会社アイ・アム（現・株式会社インターワークス）社外取締役就任。
2013年（平成25年）3月、初の著書『奥さまはCEO』を出版。「ライバル企業との人材引き抜き合戦」「未経験者ばかりで実行するM＆A」など様々な難題に挑む女性CEOの内実を描いた痛快経済社会小説。当初はスマホ小説からスタートして書籍化された。
2014年（平成26年）3月、株式会社フルキャストホールディングス社外取締役就任。
2015年（平成27年）9月、株式会社トラスト・テック社外取締役就任。同年12月、株式会社オープンハウス取締役副社長に就任。
2016年（平成28年）12月、株式会社オープンハウス・アーキテクト取締役就任。
2018年（平成30年）5月、株式会社PR TIMES社外取締役就任。
2021年（令和3年）12月、株式会社オープンハウス・リアルエステート取締役就任。
2022年（令和4年）1月、株式会社オープンハウスグループ取締役副社長就任。株式会社オープンハウス代表取締役社長就任。

## 人物
- 宇野康秀とは、学生ベンチャーで一緒に仕事をしていた。在学中に宇野から「お前将来どうするんだ？いずれ俺と一緒にやらないか」と誘われた。宇野とは気が合うと感じていたので「それもいいですね」と答えた。学年としては1年先輩だったが、留年をしたので卒業は同じ年度。そして偶然にも同じリクルートコスモス（現・株式会社コスモスイニシア）に入社し、同期になった[2]。
- 入社1年目から、宇野を結節点に当時リクルートに勤務していた1年上の島田亨、前田徹也と4人で「起業しよう」と話すようになった。島田から「知人の美容師が外苑前にサロンを出店するにあたり、余剰スペースの借り手を探している」という情報がもたらされた。「じゃあ、4人で何かやろう」という話になり、何ができるかを議論し始めた結果、「会社員のままでは中途半端だから、退職して進めよう」と4人で会社を創業した。株式会社インテリジェンス（現・パーソルキャリア株式会社）の始まりである。社名は「どんな事業でも通用するように」と宇野が付けた。宇野が初代社長に就任、2代目社長は鎌田が務めた[2]。
- 初めての本を出すキッカケは、ローソンHMVエンタテイメント代表取締役の加茂正治が「会社やめてヒマだろうから、小説でも書いてよ」と声をかけてくれたことから。当初はローソンが運営する「ローソン公式アプリ」で2012年10月からスマートフォン向けに連載出稿したところ好評を得て書籍化となった[2]。
- 新丸ビルブーランジェリー「ポワン・エ・リーニュ」のオーナーである。

## 著書
- 『奥さまはCEO』（牧野出版、2013年3月23日）　ISBN 978-4895001656

## CD & DVD
- 『‘人材力’～伸びる会社の条件～』（ローソンHMVエンタテイメント、100分収録、2007年9月30日）